# Gare de Nishi-Kurisu
La gare de Nishi-Kurisu (西栗栖駅, Nishi-Kurisu-eki) est une gare ferroviaire localisée dans la ville de Tatsuno, dans la préfecture de Hyōgo au Japon. La gare est exploitée par la compagnie JR West,sur la ligne Kishin.

## Service des voyageurs

### Desserte
La gare de Nishi-Kurisu est une gare disposant de deux quais et de deux voies.

| N° de voie  | Ligne    | Direction    |
| ----------- | -------- | ------------ |
| Côté gare   | ▆ Kishin | Sayo/Tsuyama |
| Côté opposé | ▆ Kishin | Himeji       |

| JR West          |               |               |               |                 |
| Direction Himeji | Ligne Kinshin | Ligne Kinshin | Ligne Kinshin | Direction Niimi |
| Sembon           |               | -             |               | Mikazuki        |